# E.GO Life
e.GO Life – elektryczny samochód osobowy klasy miejskiej produkowany pod niemiecką marką e.GO od 2018 roku.

## Historia i opis modelu

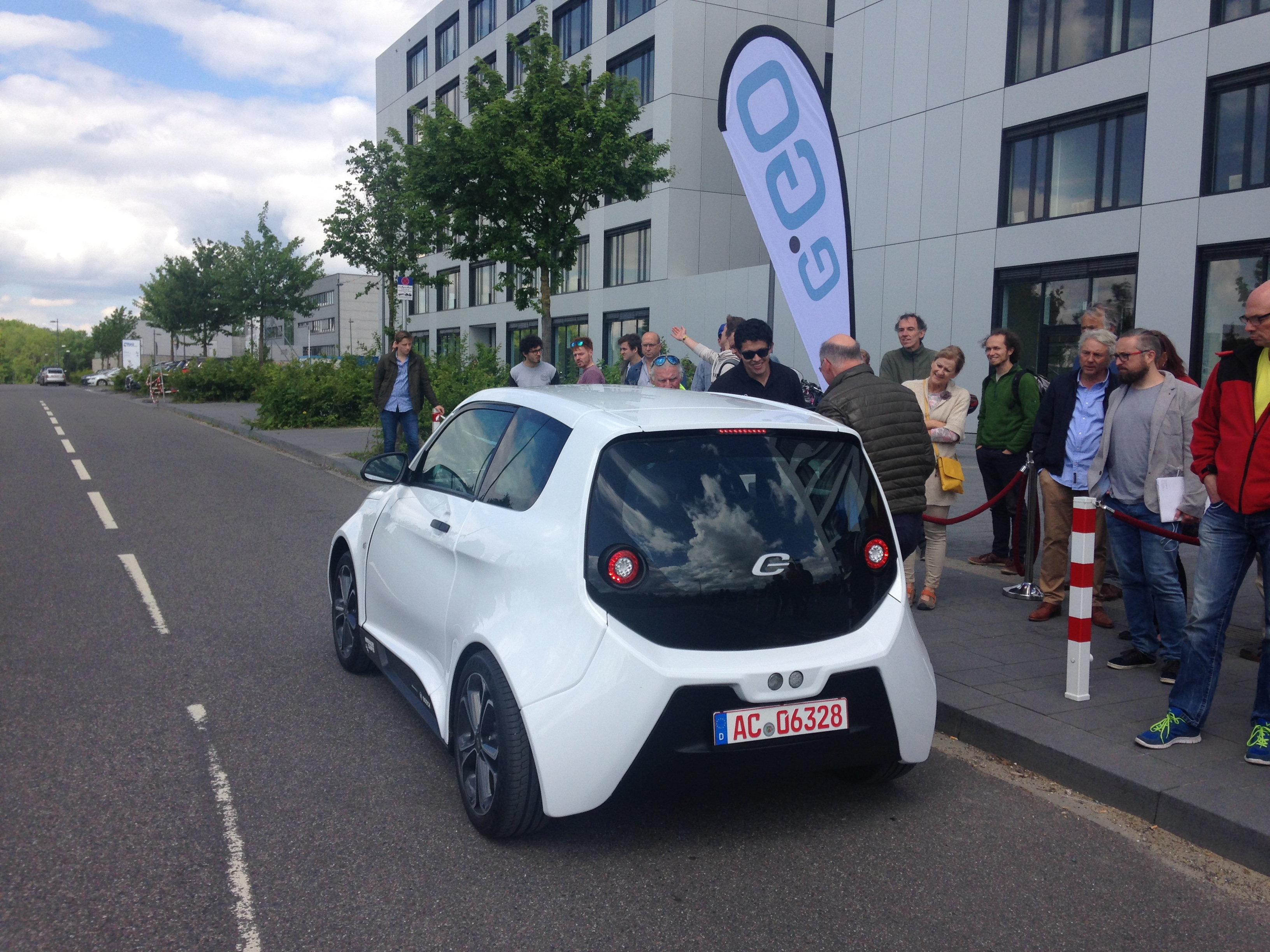
e.GO Life - tył

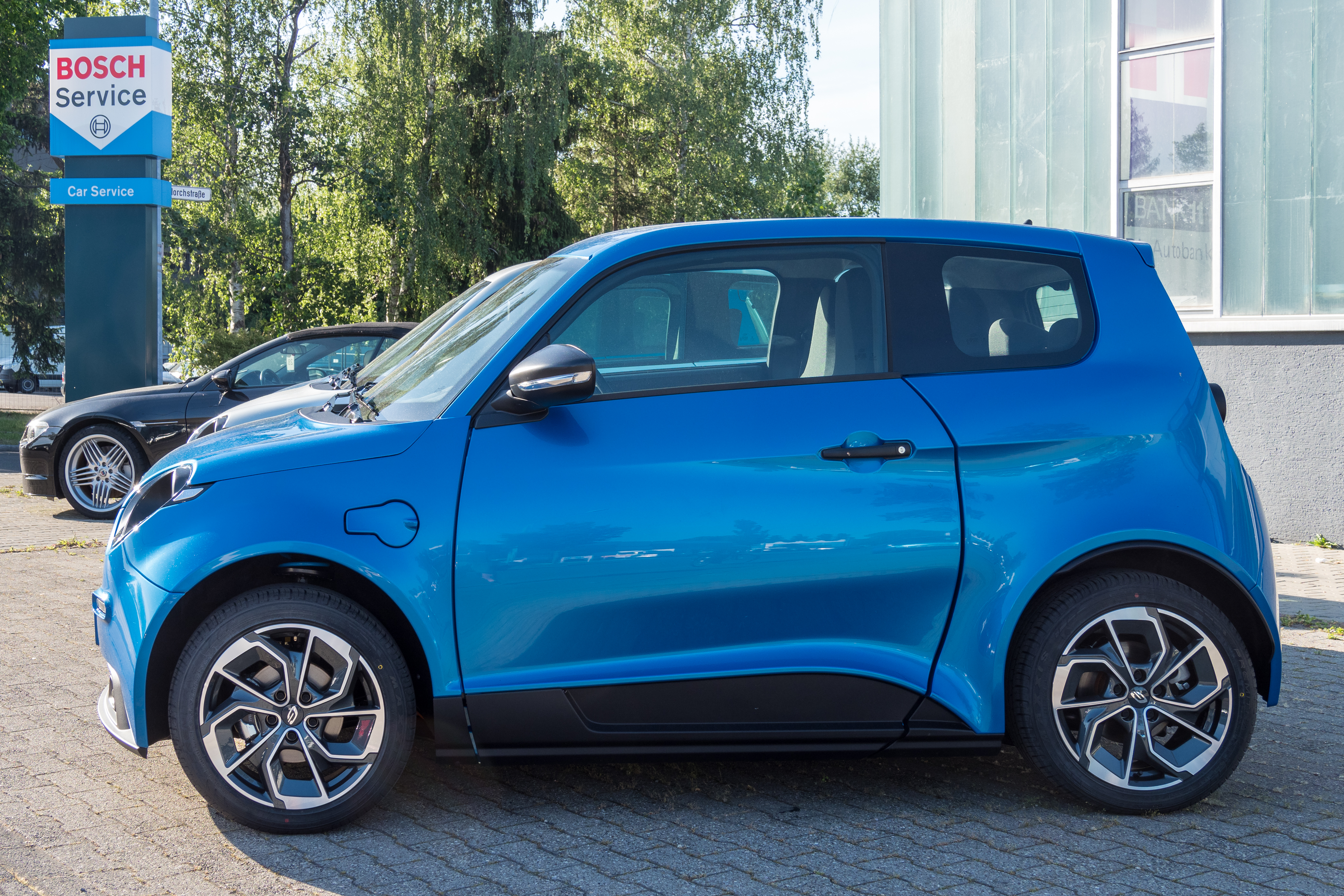
e.GO Life - sylwetka

Podczas targów technologicznych Cebit w Hanowerze niemiecki startup nazywany wówczas e.GO Mobile przedstawił swój pierwszy samochód w postaci niewielkiego, elektrycznego hatchbacka e.GO Life. Pojazd przedstawiony został w produkcyjnej formie, z projektem nadwozia autorstwa włoskiego projektanta Paolo Spada. Samochód zyskał typowe dla miejskich pojazdów proporcje oparte na dwóch bryłach, z wysoko osadzonymi reflektorami i linią szyb, a także charakterystyczną w całości przeszkloną klapą bagażnika. Kabina pasażerska została dostosowana do zapewnienia optymalnej widoczności i przestrzeni dla kierującego.
Port ładowania układu napędowego umieszczono pod odchylaną klapką w przednim, lewym błotniku, z kolei kabina pasażerska została dostosowana do transportu 4 pasażerów w dwóch rzędach siedzeń. 

### Sprzedaż
Produkcja e.GO Life w zakładach niemieckiego startupu w Akwizgranie rozpoczęła się latem 2018 roku, z kolei dostawy pierwszych egzemplarzy odbyły się w maju 2019 roku, do początku 2020 roku dostarczając do nabywców 500 sztuk elektrycznego hatchbacka. Po przekształceniu e.GO Mobile we wrześniu 2020 roku w Next.e.GO Mobile, nowy właściciel w połowie 2021 roku porozumiał się z władzami Bułgarii w sprawie uruchomienia tam produkcji Life w dawnych zakładach produkcji rowerów w Łoweczu.

### Dane techniczne
Gama e.GO Life składa się z trzech wariantów napędowych różniących się od siebie pojemnością baterii. Podstawowy Life 20 oferuje baterię o pojemności 15 kWh i maksymalny zasięg deklarowany na 136 kilometrów, pośredni Life 40 z baterią 18 kWh pozwala przejechać do 146 kilometrów na jednym ładowaniu, a topowy z baterią 24 kWh umożliwia do 194 kilometrów jazdy na jednym ładowaniu.
Różnice obecne są także w mocach silników elektrycznych. Model Life 20 dzięki mocy 27 KM rozwija 50 km/h w 6,6 sekundy i maksymalnie 116 km/h, Life 40 kolejno: 54 KM, 50 km/h w 4,1 sekundy i maksymalnie 150 km/h, z kolei Life 60 zapewnia moc  81 KM, sprint od 0 do 50 km/h w 3,1 sekundy i 160 km/h prędkości maksymalnej.